# Ловец, Юрий Сергеевич
Юрий Сергеевич Ловец (бел. Юрый Сяргеевіч Лавец; род. 11 июля 1996, Минск) — белорусский футболист, полузащитник дзержинского «Арсенала».

## Клубная карьера
Воспитанник клуба «Минск», где начал выступать за дубль в 2013 году. В 2015 году его стали привлекать в основной состав «Минска», но он так и не дебютировал за него. В июле 2016 года был отдан в аренду в минское «Торпедо», где закрепился в основном составе.
В декабре 2016 года перешел в «Торпедо» на постоянной основе. В сезоне 2017 принял участие во всех 30 матчах команды в Первой лиге. В начале 2018 года «Торпедо» получило место в Высшей лиге, но полузащитник пропустил старт сезона из-за травмы, а позже выступал за дубль. Дебютировал он 2 июня 2018 года, выйдя на замену во втором тайме матча против «Динамо-Брест» (1:1).
В августе 2018 года был отдан в аренду в «Чисть», где начал регулярно играть в основном составе. В январе 2019 года покинул «Торпедо».
В начале 2019 года он перешел в дзержинский «Арсенал». Как постоянный игрок стартового состава он помог команде выйти в Первую лигу. В январе 2020 года перешел в шведский клуб «АФК Эскильстуна». Он успел сыграть за команду в Кубке Швеции, а в апреле 2020 из-за приостановки чемпионата Швеции вернулся в «Арсенал», где вновь стал ключевым игроком. В начале 2021 года он проходил просмотр в мозырьской «Славии», но безуспешно и в результате начал сезон 2021 в «Арсенале».
В июле 2021 года покинул «Арсенал» и подписал контракт со «Славией», где зарекомендовал себя в стартовом составе. В декабре 2021 года продлил контракт с мозырским клубом. В ноябре 2022 года в пресс-службе клуба сообщили об расставании с игроком.
В феврале 2023 года футболист перешёл в «Гомель». В июле 2023 года футболист покинул гомельский клуб, расторгнув контракт по соглашению сторон.
В июле 2023 года футболист присоединился к костромскому «Спартаку». В ноябре 2023 года футболист покинул российский клуб, расторгнув контракт по соглашению сторон.
В феврале 2024 года футболист вернулся в дзержинский «Арсенал».

## Карьера за сборную
31 мая 2017 года дебютировал в составе молодёжной сборной Беларуси, сыграв второй тайм товарищеского матча против России (0:7).

## Статистика
| Сезон    | Дивизион | Клуб                | Страна        | Матчи | Голы |
| -------- | -------- | ------------------- | ------------- | ----- | ---- |
| 2013     | дубль    | Минск               | Флаг Беларуси | 12    | 0    |
| 2014     | дубль    | Минск               | Флаг Беларуси | 31    | 3    |
| 2015     | дубль    | Минск               | Флаг Беларуси | 24    | 4    |
| 2016 (1) | дубль    | Минск               | Флаг Беларуси | 10    | 1    |
| 2016 (2) | Д2       | Торпедо (Минск)     | Флаг Беларуси | 12    | 1    |
| 2017     | Д2       | Торпедо (Минск)     | Флаг Беларуси | 30    | 3    |
| 2018 (1) | Д1       | Торпедо (Минск)     | Флаг Беларуси | 17    | 0    |
| 2018 (2) | Д2       | Чисть               | Флаг Беларуси | 11    | 2    |
| 2019     | Д3       | Арсенал (Дзержинск) | Флаг Беларуси | 25    | 3    |
| 2020     | Д2       | Арсенал (Дзержинск) | Флаг Беларуси | 25    | 4    |
| 2021 (1) | Д2       | Арсенал (Дзержинск) | Флаг Беларуси | 12    | 0    |
| 2021 (2) | Д1       | Славия-Мозырь       | Флаг Беларуси | 13    | 0    |
| 2022     | Д1       | Славия-Мозырь       | Флаг Беларуси | 28    | 4    |
| 2023     | Д1       | Гомель              | Флаг Беларуси | 14    | 2    |

## Достижения
- Чемпион Второй лиги Беларуси: 2019